# Saalgau
Der Saalgau war eine frühmittelalterliche Gaugrafschaft am Unterlauf der Fränkischen Saale um Hammelburg.
Grafen im Saalgau aus der Familie Robertiner bzw. deren Nachfahren, der Familie der fränkischen Babenberger, waren:
- Heim(e)rich (Heimo), † 5. Mai 795 bei Lüne an der Elbe, 764 Mitstifter von Kloster Lorsch, um 771/785 Graf in der Wetterau, 772/782 Graf im Oberrheingau, 777 Graf im Saalgau, 778 Graf im Lahngau, 784 Abt von Mosbach
- Ruadbert (Robert), Enkel Heimos, 817 Graf im Saalgau, Oberrheingau und Wormsgau
- Poppo (I.), Bruder Ruadberts, 819/839 Graf im Saalgau